# Carl Coerse
Carl Gustav Coerse (ur. 15 listopada 1892 w Amsterdamie, zm. 13 grudnia 1953 tamże) – holenderski zapaśnik walczący w stylu klasycznym. Dwukrotny olimpijczyk. Zajął piąte miejsce w Antwerii 1920 i trzynaste w Paryżu 1924. Walczył w wadze lekkiej.

## Turniej wAntwerpii 1920
| Konkurencja            | Walki                      | Walki               | Walki                     | Klas. końcowa |
| Konkurencja            | Przeciwnik I               | Przeciwnik II       | Przeciwnik III            | Miejsce       |
| ---------------------- | -------------------------- | ------------------- | ------------------------- | ------------- |
| 67,5 kg styl klasyczny | Théodore Bainçonau (FRA) Z | Karel Halík (CSK) Z | Frithjof Andersen (NOR) P | 5.            |

## Turniej wParyżu 1924
| Konkurencja            | Walki                  | Walki                       | Walki                        | Klas. końcowa |
| Konkurencja            | Przeciwnik I           | Przeciwnik II               | Przeciwnik III               | Miejsce       |
| ---------------------- | ---------------------- | --------------------------- | ---------------------------- | ------------- |
| 67,5 kg styl klasyczny | Francisco Solé (ESP) Z | Charles Frisenfeldt (DEN) P | František Kratochvíl (CSK) P | 13.           |